# Akari Ogata
Akari Ogata (緒方 亜香里, Ogata Akari), née le 24 septembre 1990, est une judokate japonaise en activité et évoluant dans la catégorie des moins de 78 kg. 

## Palmarès

### Palmarès international
| Année | Compétition           | Lieu  | Résultat | Catégorie      |
| ----- | --------------------- | ----- | -------- | -------------- |
| 2010  | Championnats du monde | Tokyo | 3e       | Moins de 78 kg |
| 2011  | Championnats du monde | Paris | 2e       | Moins de 78 kg |